# 瓜迪亞納梅諾爾河

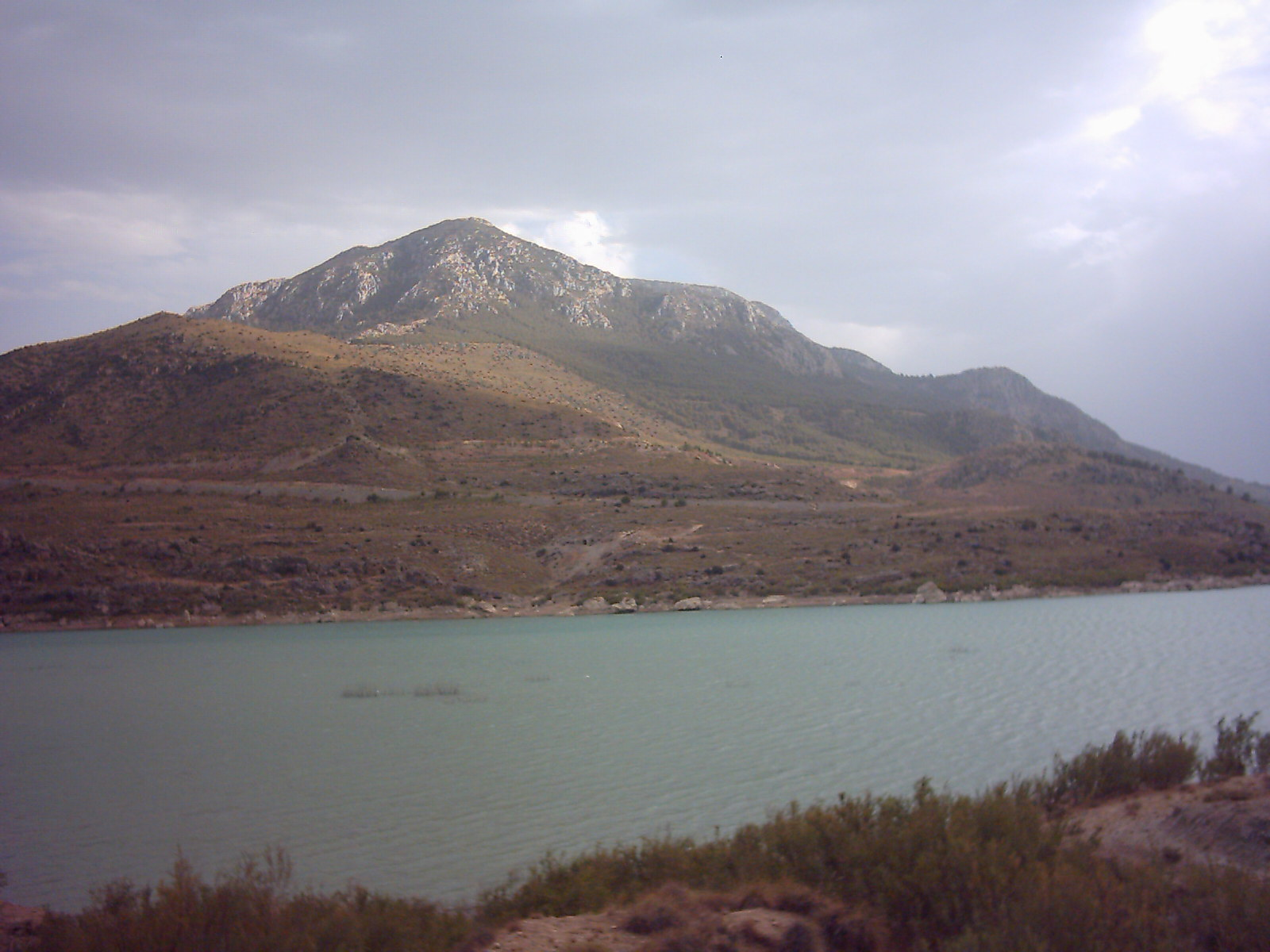
瓜迪亞納梅諾爾河

瓜迪亞納梅諾爾河（西班牙語：Río Guadiana Menor）是西班牙的河流，流經格拉納達省和哈恩省，河道全長152公里，集水區面積7,251平方公里，發源自法爾德斯河和瓜爾達爾河的匯流處，最終注入瓜達幾維河。